# 第六屆新加坡金曲獎得獎名單
沈寂兩年之後，金曲獎頒獎典禮終於在1999年11月重現新加坡。在第八波道退出之後，933醉心頻道輿新加坡報業控股華文報聯合早報共同主辦《第六屆新加坡金曲獎頒獎典禮》大會首次增設星光大道，主持人為陳儷儀輿巫許瑪莉。大會司儀為馮慧詩、許振榮和楊君偉。

## 最佳唱片製作獎
公轉自轉——王力宏、Jim Lee

## 933醉心龍虎榜頂尖金曲獎
不後悔——張學友

## 933醉心龍虎榜年度10大最受歡迎金曲獎
- 不後悔——張學友
- 你是我的女人——劉德華
- 笨小孩——劉德華、吳宗憲、柯受良
- 下雪邊界——張信哲
- 我比誰都清楚——陳曉東
- 半途而廢——王菲
- 膽小鬼——梁詠琪
- Don't Say Goodbye——許茹芸
- 愛得正好——陳潔儀、蘇永康
- 有沒有——張智霖

## 最佳本地作詞獎
我不是愛過就算的人——吳慶康

## 最佳本地作曲獎
好無聊——蔡健雅

## 最受歡迎男歌手獎
劉德華

## 最受歡迎女歌手獎
張惠妹

## 最佳演繹男歌手獎
張學友

## 最佳演繹女歌手獎
王菲

## 最佳本地歌手獎
陳潔儀

## 最佳組合獎
無印良品

## 最佳新人獎
林曉培

## 年度最暢銷專輯獎
牽手——張惠妹

## 流行樂壇榮譽大獎
張學友

## 評分方法
該年度最受歡迎男女歌手評分的方式是：大眾的投選佔總積分的40%；歌手自1998年6月15日至1999年6月13日的合格期內，在「龍虎榜」上榜成績佔30%，另外由新加坡唱片影視工業協會SPVA(Singapore Phonogram & Video Association 排行榜上的總成績也佔30%。
「龍虎榜」成績以歌手在合格期間內，在 933 「龍虎榜」上取得了最好一首歌曲的分數。 SPVA 銷售成績也將在此期間合格個人銷售量最佳的一張專輯。

## 爭議
由於限定計算日期，變相若然歌手在限定日期的合格期內的前一個月或同月才發片，亦即五月至六月，就算唱片銷量高，歌曲流行，也因為不夠分數，引致不能入圍最受歡迎歌手的候選名單，受影響的歌手有鄭秀文以及范文芳。
而唱片銷量的計算方法亦十分奇怪，因為是限定日期「1998年6月15日至1999年6月13日」，在此期間合格個人銷售量最佳的一張專輯，便能獲獎，但獲獎的專輯未必是該年度全年最高銷量的專輯。
以鄭秀文為例，鄭秀文在該年度五月十日才推出國語專輯「我應該得到」，當時在SPVA銷售榜上連續五週冠軍，

同年八月的時候再多一周冠軍， 合共六周冠軍，上榜超過五個月，成績一定不會差的，唯由於當時只能計算 1999年5月10日至1999年6月13日期間的銷量，引致損失入圍銷量大獎的機會，而這段期間的銷量亦不能計算在下年度的新加坡金曲獎中的銷量大獎裏頭，這是新加坡金曲獎制度上的弊處。

## 相關連結
新加坡金曲獎
1. ↑  . 聯合晚報. 25 September 1999.
2. ↑  . 聯合晚報. 25 September 1999.
3. ↑  . 聯合晚報. 25 September 1999.
4. ↑  . 聯合晚報. 25 September 1999.
5. ↑  . The Straits Times. 19 May 1999.
6. ↑  . The Straits Times. 30 May 1999.
7. ↑  . The Straits Times. 6 June 1999.
8. ↑  . The Straits Times. 9 June 1999.
9. ↑  . The Straits Times. 16 June 1999.
10. ↑  . The Straits Times. 22 August 1999  [2025-01-09]. （原始内容存档于2025-02-23）.